# Psyrassa subglabra
Psyrassa subglabra là một loài bọ cánh cứng trong họ Cerambycidae.